# 山下元利
山下 元利（やました がんり、1921年2月22日 - 1994年3月14日）は、日本の政治家。位階は正三位勲一等。勲章は旭日大綬章。衆議院議員、防衛庁長官を務めた。
元参議院議員の山下英利は長男。

## 来歴・人物
京都府京都市下京区に生まれる（滋賀県高島郡出身との資料もある）。少年期に両親を失う。京都一中を中退、弟妹を養いながら苦学の末、1936年10月に史上最年少の15歳で専検に合格、1938年に旧制第一高等学校に入学した。朝日新聞社会面のトップに掲載され、話題となる。1941年、東京帝国大学法学部政治学科に入学。
1943年3月、高等試験行政科に合格し、同年9月に帝大（東大）を卒業、大蔵省に2番目の成績で入省する。入省同期に、高木文雄、橋口収、谷川寛三など。入省後、主税局国税第一課に配属された。この時の課長は池田勇人であった。しかし、入省わずか5日目の1943年に海軍経理学校に短期現役海軍主計科第十期候補生として入校。
1944年2月に同校を卒業し、3月1日第三南遣艦隊の主計中尉としてフィリピンに赴任。1945年6月、満洲国大連海軍武官として陸上勤務に着く。終戦により、ソ連軍の捕虜となり、1947年3月まで大連の捕虜収容所で過ごし、4月に大蔵省に復帰、証券課事務官に任命される。以降、神戸税務署長を経て、国税庁直税部に配属。
1955年、第2次鳩山内閣の成立により、鳩山一郎首相秘書官に抜擢される。1956年12月の鳩山内閣総辞職に伴い、大蔵省に復帰。1963年5月、大蔵省主税局税制第一課長になり、昭和38年度の所得税法改正案作成の責任者となるが、コンピュータの取り扱いミスのために税率表の数値に誤りがあったことが国会に改正案を提出した後に判明したため、責任を取るつもりで辞表を提出したが、この処理を巡って田中角栄大蔵大臣は「そんなことで辞表を出さなくていい」「たいした問題じゃない。日本のソロバンが、コンピュータのミスを発見した、ということにしておけばいい」と言い、堂々と自身が責任を取る形で国会で訂正を表明する一方で野党とマスコミに裏で手を回して問題紛糾を押さえた処置に惚れ込む。1965年6月、広島国税局長となり、1966年2月に大蔵省を退官。

### 政治家として
1967年1月の第31回衆議院議員総選挙に滋賀県全県区から堤康次郎の後継者として立候補し、初当選（詳細は池田勇人を参照）。以後、10期27年に亘って衆議院議員を務める（当選同期に増岡博之・加藤六月・塩川正十郎・河野洋平・中尾栄一・藤波孝生・武藤嘉文・坂本三十次・塩谷一夫・山口敏夫・水野清など）。佐藤派→田中派に所属する。
1972年、当選2回にして第1次田中角栄内閣の内閣官房副長官に抜擢された。1978年12月の第1次大平内閣の防衛庁長官として入閣。1979年7月には、防衛庁長官としては初の韓国訪問を果たし防衛協議を行った。
1980年7月、衆議院議院運営委員長に就任。この頃、田中は山下を竹下登に対抗するリーダーに育てようと目論む。田中の命を受けた秘書の早坂茂三は山下に「自分の将来を本気で考えるなら、梶山静六、羽田孜、小沢一郎の気持ちをしっかりつかまなければなりません」と助言した。山下は「ごもっとも。よくわかります」と答えた。田中はさらに早坂に命じ、わざわざ自民党本部そばのランディック平河町ビルに山下の個人事務所を作らせた。しかしオープンして1年目になる頃、「山下の事務所には国会議員が10人も来なかったそうだ」という噂が流れると、田中は「もう手を引け」と早坂に宣告した。後に早坂は、山下を「未完の大器」と評した。田中は、苦学で帝大に入学した山下に憧れ、「山下君のようになりたかった」とよく言っていたという。
1986年4月25日、竹下登を中心とする「創政会」は解散するが、その後も田中派は竹下を推す勢力と派閥会長の二階堂進の勢力との対立が続いた。
1987年に入ると、秋の自民党総裁選に向けて各派閥の動きが活発化する。同年4月17日、目白の椿山荘で山下のパーティーが開かれることになったが、このパーティーに田中が姿を現して「竹下を排し、山下擁立を支持する」という内容のスピーチをするという噂が事前に流れた。しかし結局田中は現れず、3千人を超える参加者の間にどよめきが走った。事態を見守っていた竹下、金丸信はこの結果を確認して、「田中復活なし」の判断を下し、同年7月4日に経世会を結成した。
田中派は竹下派、木曜クラブ、中立系に3分裂する。山下は二階堂進、江﨑真澄らと行動をともにし、木曜クラブの残留組は以後「二階堂グループ」と呼ばれることとなった。
1989年、竹下登後継の総裁選候補者選び（竹下裁定）では、亀井静香ら竹下派主導の派閥政治に批判的な議員に推され、本人も意欲を示したが、二階堂の反対で総裁選立候補を断念した。
1990年2月18日に行われた第39回衆議院議員総選挙で9期目の当選を果たすが、4月10日に『国会便覧』が発行された時点で二階堂は無派閥となり、二階堂グループの所属議員は江崎と山下の2人だけになった。このため山下は「最後の田中派」と呼ばれた。 
1993年6月21日、新党さきがけが結成され、武村正義は代表に就任した。このため、同年7月に行われた第40回衆議院議員総選挙の滋賀県全県区で自民党は山下、宇野宗佑、前県議の伊藤正明の3人に公認を出した。山下は10期目の当選を果たし、伊藤は落選した。
田中が亡くなった3ヶ月後の1994年3月14日、後を追うように死去した。73歳没。翌15日、特旨を以て位を八級追陞され、死没日付をもって正七位から正三位勲一等に叙され、旭日大綬章を追贈された。同日、大津市より名誉市民を表彰される。追悼演説は同年4月5日の衆議院本会議で、大出俊により行われた。
自らの最年少専検合格を伝える地元紙記事の切抜きを手帳にはさんで常時持ち歩いていたが、決して人に見せることはなく、最期の日まで大切にしていたという。